# 科迪勒拉省 (智利)

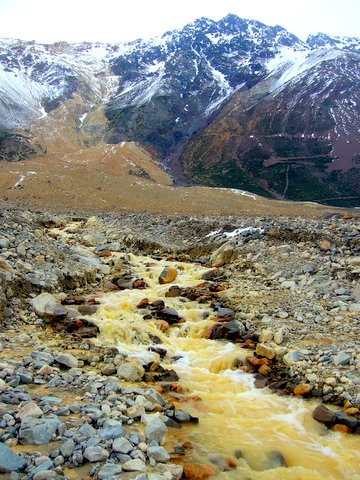

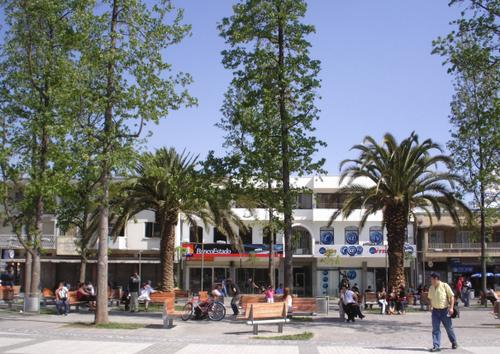

科迪勒拉省（西班牙語：Provincia de Cordillera）是智利的54個省份之一，位於該國中部，由聖地亞哥首都大區負責管轄，首府設於上普恩特，面積5,528平方公里，2002年人口522,856，人口密度每平方公里94.6人。

## 外部連結
- 官方网站